# Маркова къща (Лерин)
Царуховата или Марковата къща (на гръцки: Οικία Μάρκου, Οικία Τσαρουχά) е къща в град Лерин, Гърция, обявена за паметник на културата.

## Местоположение
Къщата е разположена във Вароша, на булевард „Елевтерия“ („Августинос Кандиотис“) № 60, на левия бряг на Сакулева, до Мельовата къща.

## История
Къщата е построена в 1924 година от братя Царухас. По-късно неин собственик става Константинос Марку.

## Архитектура
Сградата е симетрична спрямо оста на входа. Отпред има малък двор, ограден с бетонна стена с железни парапети отгоре. Желязната порта е разположена между два квадратни стълба. На същата права линия от него е входът на сградата. Вратата е дървена и резбована. Осемте прозореца, разположени симетрично, са обрамчени от релефна стреха. Прозорците на горния етаж са с первази с релефни ромбовидни панели. На първия етаж има балкон с железни парапети, а балконската врата е засводена с видими ключов камък. Има и четири релефни фалшиви колони. На покрива има дъгообразен метоп с релефна украса. Вътре първоначално е имало четири стаи на всеки етаж около квадратни коридори. По-късно помещенията са отворени и на двата етажа, а в сградата работи кафене.